# Junta Consultiva Nacional

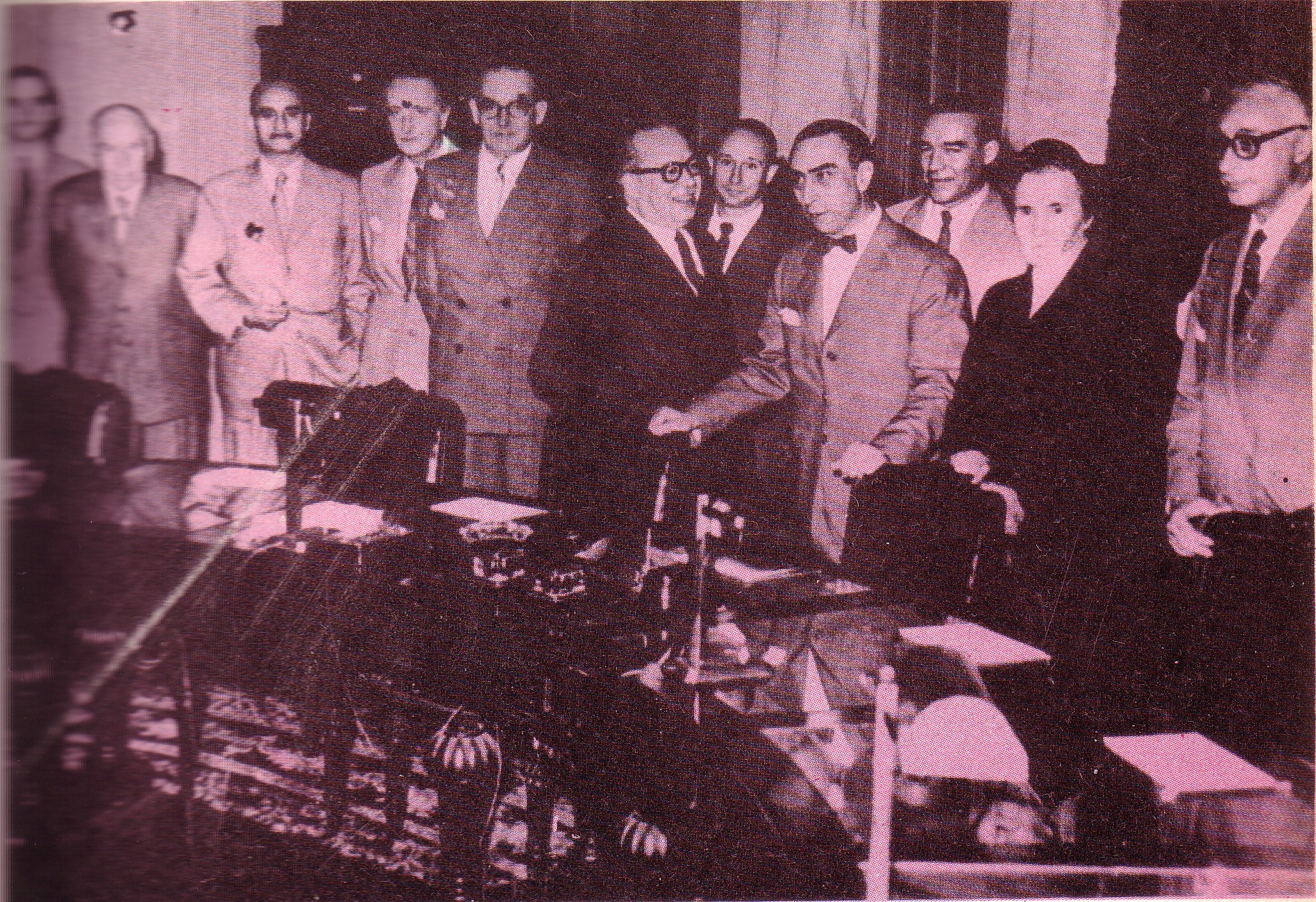
Primera reunión de la Junta Consultiva Nacional, 11 de noviembre de 1955.

La Junta Consultiva Nacional fue, en la Argentina, un organismo de la dictadura autodenominada Revolución Libertadora (1955-1958), creado el 28 de octubre de 1955 y puesto en funcionamiento el 11 de noviembre del mismo año. La Junta Consultiva debía ser presidida por el vicepresidente de facto y estaba integrada por políticos designados por algunos partidos políticos (Unión Cívica Radical, Partido Socialista, Partido Demócrata Nacional, Partido Demócrata Progresista, Partido Demócrata Cristiano y Unión Federal) seleccionados por el poder militar, de acuerdo a una proporción también establecida por los dictadores. Básicamente quedaron excluidos de la Junta Consultiva Nacional el Partido Peronista y el Partido Comunista, así como otros partidos menores y de carácter provincial.

## Miembros
La Junta Consultiva Nacional estuvo integrada por 18 miembros y el presidente. Los siguientes fueron los miembros de la Junta Consultiva Nacional:
- Presidente: Vicepresidente de la Nación de facto, almirante Isaac F. Rojas;
- Unión Cívica Radical: Oscar Alende, Juan Gauna, Oscar López Serrot y Miguel Ángel Zavala Ortiz;
- Partido Socialista: Américo Ghioldi, Alicia Moreau de Justo, Ramón Muñiz y Nicolás Repetto;
- Partido Demócrata Nacional (conservador): José Aguirre Cámara, Rodolfo Corominas Segura, Adolfo Mugica y Reinaldo Pastor;
- Partido Demócrata Progresista: Juan José Díaz Arana, Luciano Molinas, Julio Argentino Noble y Horacio Thedy;
- Partido Demócrata Cristiano: Rodolfo Martínez y Manuel Ordóñez;
- Unión Federal (nacionalista): Enrique Arrioti y Horacio Storni.

## Funciones
La Junta Consultiva Nacional tenía carácter asesor del presidente de facto, pero tanto el gobierno como los partidos políticos que la integraban buscaron asimilarla al poder legislativo. Por esa razón la Junta Consultiva tuvo su sede en el Palacio del Congreso de la Nación. Con el mismo razonamiento, el gobierno militar sostuvo que así como en democracia, el vicepresidente tiene la función de presidir el Congreso (art. 50 de la Constitución Nacional), durante la Revolución Libertadora, el vicepresidente militar debía presidir la Junta Consultiva.

## Actuación
La creación de la Junta Consultiva Nacional estuvo íntimamente ligada a las luchas internas dentro del propio poder militar dentro de la Revolución Libertadora. La misma fue impulsada por el sector liberal de derecha del gobierno militar, liderado por el general Pedro Eugenio Aramburu y el almirante Isaac F. Rojas, sector enfrentado al ala nacionalista católica, liderada por el general Eduardo Lonardi, quien había accedido a la presidencia de facto.
La constitución efectiva de la Junta Consultiva el 11 de noviembre de 1955, fue un factor determinante para que predominara en el gobierno militar el sector liberal de derecha y una línea antiperonista, expresada por el sector unionista de la Unión Cívica Radical. Poniendo en evidencia el desplazamiento inminente del sector nacionalista católico, ese mismo día Luis Pandra, del Partido Socialista, escribió en el diario La Época:

Vamos a hacer la Revolución Libertadora desde el gobierno, con el gobierno, sin el gobierno o contra el gobierno.
Luis Pandra, La Época, 11 de noviembre de 1955.

A la primera sesión de la Junta concurrieron casi 300 invitados especiales, y se colocó en el salón un cuadro correspondiente a la Asamblea Constituyente de 1853.
Dos días después de instalada la Junta Consultiva, el 13 de noviembre de 1955, un golpe palaciego desalojó del poder al general Lonardi, instalando como nuevo presidente de facto a un liberal de derecha, el general Pedro Eugenio Aramburu.
La Junta Consultiva Nacional tuvo actuaciones que han sido polémicas, como la jura de la nueva Constitución sancionada durante el régimen militar con importantes proscripciones políticas (Reforma de 1957) y la convalidación de los fusilamientos de los militares y civiles que participaron en una sublevación contra la dictadura, realizada en 1956 y liderada por el general Juan José Valle.

## Cese
La Junta Consultiva Nacional cesó en sus funciones el 1 de mayo de 1958, con la asunción del presidente electo Arturo Frondizi.